# Внуково (присілок, Тотемський район)
Вну́ково (рос. Внуково) — присілок у складі Тотемського району Вологодської області, Росія. Входить до складу Великодворського сільського поселення.

## Населення
Населення — 20 осіб (2010; 36 у 2002).
Національний склад (станом на 2002 рік):
- росіяни — 100 %